# Мороз, Андрей Кузьмич
Андрей Кузьмич Мороз (20.10.1916 — 14.9.2010) — командир расчёта 45-мм пушки 791-го стрелкового полка (135-я стрелковая Краковская дивизия, 115-й стрелковый корпус, 59-я армия, 1-й Украинский фронт), старший сержант, участник Великой Отечественной войны, кавалер ордена Славы трёх степеней.

## Биография
Родился 20 октября 1916 года в селе Чернявка Липовецкого уезда Киевской губернии, ныне в составе Оратовского района Винницкой области Украины. Из семьи крестьянина. Украинец.
Окончил Тульчинский ветеринарный техникум в 1940 году. Работал ветеринарным фельдшером в колхозе.
В Красную армию был призван в 1940 году. Участник Великой Отечественной войны с июня 1941 года. В первые трагические месяцы войны попал в окружение и оказался на оккупированной территории (по другим данным, попал в плен, но сумел освободиться). Пробрался в родное село.
Вторично был призван в Красную армию в январе 1944 года, сразу после освобождения своего района, призвался Плисковским районным военкоматом Винницкой области. С января 1944 года – вновь на фронте. Весь боевой путь прошёл в расчёте 45-мм орудия в 791-м стрелковом полку 135-й стрелковой дивизии, быстро стал командиром расчёта.
Командир расчёта орудия 791-го стрелкового полка (135-я стрелковая дивизия, 60-я армия, 1-й Украинский фронт) старший сержант Мороз Андрей Кузьмич отличился в Проскуровско-Черновицкой наступательной операции. В бою 19 апреля 1944 года у села Великий Ходачков Козовского района Тарнопольской (ныне Тернопольская) области Украинской ССР расчёт старшего сержанта Мороза подбил 1 танк и 1 бронетранспортёр противника, рассеял и истребил до взвода пехоты, чем обеспечил продвижение стрелковых подразделений.
За образцовое выполнение боевых заданий Командования на фронте борьбы с немецкими захватчиками и проявленные при этом доблесть и мужество приказом частям 135-й стрелковой дивизии № 040/н от 30 июня 1944 года старший сержант Мороз Андрей Кузьмич награждён орденом Славы 3-й степени.
Когда дивизия была переброшена под Ленинград для действий против Финляндии в Выборгской операции и в продолжавшихся ещё более месяца упорных боях с финской армией под Выборгом, А. К. Мороз отличился и там. Будучи ранен в бою 27 июля 1944 года, остался в строю. 31 июля и 5 августа стойко отражал контратаки врага у озера Пекарни-Ланти. За эти бои был награждён орденом Красной Звезды.
Командир расчёта орудия 791-го стрелкового полка (подчинённость та же, 59-я армия) старший сержант Мороз Андрей Кузьмич отлично действовал в Силезии. 10 марта 1945 года у населённого пункта Розенгруд (ныне Закшев, Силезское воеводство, Польша), находясь в боевых порядках пехоты, расчётом прямой наводкой отбивал немецкую контратаку. В бою была уничтожена пулемётная точка противника и подавлена его миномётная батарея. В результате контратака не только была отбита, но стрелковые части сами перешли в атаку и захватили новый рубеж.
За образцовое выполнение боевых заданий Командования на фронте борьбы с немецкими захватчиками и проявленные при этом доблесть и мужество приказом войскам 59-й армии № 039/н от 11 апреля 1945 года старший сержант Мороз Андрей Кузьмич награждён орденом Славы 2-й степени.
Командир расчёта орудия 791-го стрелкового полка (подчинённость та же) старший сержант Мороз Андрей Кузьмич вскоре вновь совершил геройский подвиг. У населённого пункта Альдевальде юго-восточнее города Нейсе (ныне Ныса, Польша) 25 марта 1945 года его расчёт в боевых порядках пехоты участвовал в отражении 8 атак врага. За день яростного боя расчёт орудие расстрелял 840 снарядов, подбил 1 штурмовое орудие, уничтожил 4 пулемёта и подавил 6 пулемётов, уничтожил до 80 солдат.
За образцовое выполнение боевых заданий Командования на фронте борьбы с немецкими захватчиками и проявленные при этом доблесть и мужество Указом Президиума Верховного Совета СССР от 27 июня 1945 года старший сержант Мороз Андрей Кузьмич награждён орденом Славы 1-й степени.
Последним своим боевым орденом – вторым орденом Красной Звезды – был награждён за отличия при штурме города-крепости Бреслау (ныне Вроцлав, Польша). В бою 28 апреля 1945 года на улице города, когда продвижение штурмовой группы стало невозможным из-за шквального огня противника, выкатил с расчётом орудие на прямую наводку и невзирая на его пулемётный обстрел, несколькими снарядами «в одну точку» разрушил стену здания. Через образовавшийся пролом штурмовая группа ворвалась в укреплённое здание, истребив или пленив его гарнизон. На следующий день также прямой наводкой уничтожил хорошо укреплённую огневую точку с пулемётным расчётом.
В декабре 1945 года старший сержант А. К. Мороз демобилизован. Вернулся в родное село Чернявка, затем переехал в село Очитков Оратовского района Винницкой области. Член ВКП(б)/КПСС с 1951 года (кандидат с июля 1944 года). Несколько десятилетий работал ветеринарным фельдшером.
Последние годы жил в городе Липовец.
Скончался 14 сентября 2010 года. Похоронен в городе Липовец, Липовецкого района, Винницкой области.

## Награды
- Орден Богдана Хмельницкого II степени (30.04.2005)[3];
- Орден Отечественной войны I степени (11.03.1985)[4];
- Орден Красной Звезды (11.08.1944)[5];
- Орден Красной Звезды (15.05.1945)[6];
- Полный кавалер ордена Славы:
  - орден Славы I степени (15.05.1946)[7];
  - орден Славы II степени (11.04.1945)[8];
  - орден Славы III степени (27.06.1945)[9];
- медали, в том числе:
  - «За боевые заслуги» (30.09.1944)[10]
  - «В ознаменование 100-летия со дня рождения Владимира Ильича Ленина» (6 апреля 1970)
  - «За победу над Германией» (9 мая 1945[11])[12];
  - «20 лет Победы в Великой Отечественной войне 1941—1945 гг.» (7 мая 1965[13])
  - «30 лет Победы в Великой Отечественной войне 1941—1945 гг.»[14]
  - 40 лет Победы в Великой Отечественной войне 1941—1945 гг.[15]
  - 50 лет Победы в Великой Отечественной войне 1941—1945 гг.[16]
  - «30 лет Советской Армии и Флота»[17]
  - «40 лет Вооружённых Сил СССР»[18]
  - «50 лет Вооружённых Сил СССР» (26 декабря 1967[19])
- Знак «25 лет победы в Великой Отечественной войне» (1970)

## Память
- На могиле установлен надгробный памятник
- Его имя увековечено в Главном Храме Вооружённых сил России, и навсегда запечатлено на мемориале «Дорога памяти»